# Tokyo Verdy
Tokyo Verdy 1969 är ett fotbollslag från Tokyo i Japan. Laget spelar för närvarande (2023) i den näst högsta proffsligan J2 League.

## Titlar
- J-League:
  - Japanska mästare (2): 1993, 1994
- Emperors Cup:
  - 1996, 2004
- Yamazaki Nabisco Cup: 
  - 1992, 1993, 1994
- Xerox Super Cup:
  - 1994, 1995, 2005

## Placeringar tidigare år
- 1993 - Vinnare (som Verdy Kawasaki)
- 1994 - Vinnare (som Verdy Kawasaki)

## Placering tidigare säsonger
| Säsong | Nivå | Liga      | Placering | Referens | Notering |
| ------ | ---- | --------- | --------- | -------- | -------- |
| 1993   | 1    | J1 League | 1         | [ 2 ]    |          |
| 1994   | 1    | J1 League | 1         | [ 3 ]    |          |
| 1995   | 1    | J1 League | 2         | [ 4 ]    |          |
| 1996   | 1    | J1 League | 7         | [ 5 ]    |          |
| 1997   | 1    | J1 League | 15        | [ 6 ]    |          |
| 1998   | 1    | J1 League | 12        | [ 7 ]    |          |
| 1999   | 1    | J1 League | 7         | [ 8 ]    |          |
| 2000   | 1    | J1 League | 10        | [ 9 ]    |          |
| 2001   | 1    | J1 League | 14        | [ 10 ]   |          |
| 2002   | 1    | J1 League | 10        | [ 11 ]   |          |
| 2003   | 1    | J1 League | 8         | [ 12 ]   |          |
| 2004   | 1    | J1 League | 9         | [ 13 ]   |          |
| 2005   | 1    | J1 League | 17        | [ 14 ]   |          |
| 2006   | 2    | J2 League | 13        | [ 15 ]   |          |
| 2007   | 2    | J2 League | 2         | [ 16 ]   |          |
| 2008   | 1    | J1 League | 17        | [ 17 ]   |          |
| 2009   | 2    | J2 League | 7         | [ 18 ]   |          |
| 2010   | 2    | J2 League | 5         | [ 19 ]   |          |
| 2011   | 2    | J2 League | 5         | [ 20 ]   |          |
| 2012   | 2    | J2 League | 7         | [ 21 ]   |          |
| 2013   | 2    | J2 League | 13        | [ 22 ]   |          |
| 2014   | 2    | J2 League | 20        | [ 23 ]   |          |
| 2015   | 2    | J2 League | 8         | [ 24 ]   |          |
| 2016   | 2    | J2 League | 18        | [ 25 ]   |          |
| 2017   | 2    | J2 League | 5         | [ 26 ]   |          |
| 2018   | 2    | J2 League | 6         | [ 27 ]   |          |
| 2019   | 2    | J2 League | 13        | [ 28 ]   |          |
| 2020   | 2    | J2 League | 12        | [ 29 ]   | Pandemin |
| 2021   | 2    | J2 League | 12        | [ 30 ]   | Pandemin |
| 2022   | 2    | J2 League | 9         | [ 31 ]   | Pandemin |
| 2023   | 2    | J2 League | 3         | [ 32 ]   |          |
| 2024   | 1    | J1 League | 6         | [ 33 ]   |          |

## Spelartrupp
Aktuell 23 april 2022
| Nr | Land      | Pos | Namn                    |
| -- | --------- | --- | ----------------------- |
| 1  | Brasilien | MV  | Matheus Vidotto         |
| 2  | Japan     | F   | Daiki Fukazawa          |
| 3  | Japan     | F   | Boniface Nduka          |
| 4  | Japan     | MF  | Ryota Kajikawa          |
| 5  | Japan     | F   | Tomohiro Taira (kapten) |
| 6  | Japan     | MF  | Rihito Yamamoto         |
| 7  | Japan     | MF  | Koki Morita             |
| 8  | Japan     | MF  | Haruya Ide              |
| 9  | Japan     | MF  | Ryuji Sugimoto          |
| 10 | Japan     | MF  | Mizuki Arai             |
| 11 | Japan     | A   | Jin Hanato              |
| 13 | Japan     | A   | Toyofumi Sakano         |
| 14 | Japan     | MF  | Taiga Ishiura           |
| 15 | Japan     | F   | Seiya Baba              |
| 16 | Japan     | F   | Kohei Yamakoshi         |
| 17 | Japan     | MF  | Koken Kato              |
| 18 | Chile     | MF  | Byron Vásquez           |
| 19 | Japan     | MF  | Junki Koike             |

| Nr | Land       | Pos | Namn              |
| -- | ---------- | --- | ----------------- |
| 20 | Japan      | MF  | Mahiro Ano        |
| 21 | Japan      | MV  | Yuya Nagasawa     |
| 22 | Japan      | F   | Maaya Sako        |
| 23 | Japan      | F   | Hiroto Taniguchi  |
| 24 | Japan      | MF  | Yuta Narawa       |
| 25 | Japan      | MF  | Tetsuyuki Inami   |
| 26 | Japan      | F   | Ren Kato          |
| 27 | Japan      | A   | Ryoga Sato        |
| 28 | Japan      | F   | Tatsuya Yamaguchi |
| 29 | Japan      | A   | Keito Kawamura    |
| 31 | Japan      | MV  | Toru Takagiwa     |
| 32 | Japan      | F   | Yu Miyamoto       |
| 33 | Japan      | MF  | Rikuto Hashimoto  |
| 34 | Japan      | MF  | Akira Nishitani   |
| 38 | Indonesien | F   | Pratama Arhan     |
| 41 | Japan      | MV  | Hisaya Sato       |

## Tidigare spelare
- Kazuyoshi Miura
- Yuji Nakazawa
- Naohiro Takahara
- Takayuki Morimoto
- Masashi Oguro
- Seiichiro Maki
- Yoichi Doi
- Takashi Fukunishi
- Yukitaka Omi
- Hiroyuki Sakashita
- Ryoichi Kawakatsu
- Kazuo Ozaki
- Tetsuya Totsuka
- George Yonashiro
- Yasutaro Matsuki
- Hisashi Kato
- Yasuharu Kurata
- Tomoyasu Asaoka
- Shiro Kikuhara
- Yasutoshi Miura
- Nobuhiro Takeda
- Teruo Iwamoto
- Masahiro Endo
- Takafumi Ogura
- Kenji Honnami
- Takahiro Yamada
- Satoshi Tsunami
- Takumi Horiike
- Tetsuji Hashiratani
- Ruy Ramos
- Shinkichi Kikuchi
- Kentaro Hayashi
- Takuya Takagi
- Masakiyo Maezono
- Tadashi Nakamura
- Tsuyoshi Kitazawa
- Naoki Soma
- Takashi Hirano
- Atsushi Yoneyama
- Daijiro Takakuwa
- Hiroshi Nanami
- Kenichi Uemura
- Nozomi Hiroyama
- Kazuyuki Toda
- Toshihiro Hattori
- Takuya Yamada
- Norihiro Nishi
- Atsuhiro Miura
- Hayuma Tanaka
- Daigo Kobayashi
- Yuki Kobayashi
- Givanildo Vieira de Souza
- Edmundo Alves de Souza Neto
- Bismarck Barreto Faria
- Washington Stecanela Cerqueira
- Ramon Menezes
- Alexandre Lopes
- Argel Fucks
- Osmar Donizete Cândido
- Gilberto Ribeiro Gonçalves
- Antônio Benedito da Silva
- Euller
- Moacir Rodrigues Santos
- Daniel da Silva
- Carlos Alberto Dias
- Patrick Mboma
- Edwin Ifeanyi
- Hennie Meijer